# Crispin Nash-Williams
Crispin St. John Alvah Nash-Williams (19 décembre 1932, Cardiff (Pays de Galles) - 20 janvier 2001, Ascot (Berkshire)), est un mathématicien britannique et canadien. Ses recherches ont surtout porté sur les mathématiques discrètes, en particulier sur la théorie des graphes.

## Biographie
Crispin Nash-Williams est né le 19 décembre 1932, à Cardiff, Pays de Galles ; son père, Victor Erle Nash-Williams (en), était archéologue à l'université de Cardiff, et sa mère avait fait des études de lettres classiques à l'université d'Oxford. Après avoir étudié les mathématiques à l'université de Cambridge, obtenant le titre de Senior Wrangler en 1953, il continua à y travailler sous la direction de Shaun Wylie et de Davis Rees. Il passa ensuite une année à l'université de Princeton avec Norman Steenrod ;  Wylie, Rees, et Steenrod sont cités tous trois pour avoir dirigé sa thèse, qu'il termina en 1958, après être retourné en Grande-Bretagne comme assistant-conférencier à l'université d'Aberdeen. 
Il passa dix ans à Aberdeen (en y étant promu deux fois), puis devint en  1967 l'un des trois membres  du nouveau département d'Analyse Combinatoire de l'université de  Waterloo. En 1972, il revint à Aberdeen, comme titulaire d'une chaire de Mathématiques Pures ; en 1975, il prit la chaire occupée auparavant par Richard Rado (lequel avait fait partie de son jury de thèse)[réf. souhaitée] à l'université de Reading. Il prit sa retraite en 1996  ; il mourut le 20 janvier 2001 à Ascot, dans le Berkshire, où son frère était recteur,.
Il fut élu à la Royal Society of Edinburgh en 1969. En 1994, l'Université de  Waterloo lui accorda un doctorat honoraire pour ses contributions à l'analyse combinatoire. Une conférence en son honneur fut tenue à son départ à la retraite en 1996, dont les contributions furent publiées comme une Festschrift. La 18e British Combinatorial Conference, tenue dans le Sussex en juillet 2001, fut dédiée à sa mémoire.
Il a été le directeur de la thèse de Vaclav Chvatal, lui aussi une personnalité en théorie des graphes.

## Travaux
Hilton écrit que 

« Les thèmes traversant ses écrits sont les cycles hamiltoniens, les graphes eulériens, les arbres couvrants, les couplages parfaits, les détachements, les reconstructions (en), et les graphes infinis. »

Dans ses premiers articles, Nash-Williams s'intéressa aux problèmes du tour de cavalier et de la marche aléatoire dans des graphes infinis ; ce dernier problème l'amena à définir un important critère de récurrence pour les  chaînes de Markov générales, et c'est dans cet article qu'il fut le premier à appliquer les techniques d'étude de réseaux électriques dues à  Rayleigh à des marches aléatoires. Sa thèse de doctorat, qu'il conclut en 1958, concerne des généralisations des circuits eulériens à des  graphes infinis,. Welsh écrit que ses travaux ultérieurs définissant et caractérisant l'arboricité des graphes (découverte indépendamment et au même moment par W. T. Tutte)  « a eu un énorme impact », en partie en raison de ses conséquences pour la théorie des matroïdes. Nash-Williams étudia aussi les graphes k-arête-connexes, les cycles hamiltoniens des graphes denses, plusieurs versions de la conjecture de reconstruction (en) pour les graphes infinis, et la théorie des préordres. Il donna également une démonstration courte et élégante du théorème de Kruskal.